# Adoratrices Perpetuas Guadalupanas
El Instituto de Adoratrices Perpetuas Guadalupanas es una congregación religiosa católica femenina de derecho pontificio, fundada en 1885 por la religiosa mexicana María de las Mercedes Méndez Pérez Gil, en Ciudad de México, aunque sus orígenes se remontan al convento de brigidinas fundado por Loreto del Santísimo Sacramento en Tlaxpana. A las religiosas de este instituto se les conoce como Adoratrices Perpetuas Guadalupanas y posponen a sus nombres las siglas A.P.G.

## Historia
La ex religiosa brigidina Loreto del Santísimo Sacramento (Loreto Barreda Miramón) reunió un grupo de mujeres en Tlaxpana, México, con el fin de reparar las ofensas hechas a Jesús como consecuencia de las leyes de reformas del siglo XIX, del gobierno liberal mexicano. Pronto se convirtieron un convento agregado a la Orden de Santa Brígida.
Con la segunda superiora del convento, María de las Mercedes Méndez Pérez Gil, logró la independencia de las brigidinas en 28 de mayo de 1885, llamándolo Instituto de la Adoración Perpetua al Santísimo Sacramento. En 1897 se unieron a las Adoratrices de Roma aún manteniendo las formas propias del instituto mexicano, pero en 1924 obtuvieron de nuevo la independencia, cuando la Santa Sede las reconoció como congregación religiosa autónoma con el nombre de Adoratrices Perpetuas Guadalupanas. Sus constituciones fueron aprobadas el 7 de diciembre de 1939. Por esta razón María de las Mercedes es considerada la fundadora del instituto.

## Organización
El Instituto de Adoratrices Perpetuas Guadalupanas es una congregación de derecho pontificio, cuyo gobierno es centralizado y recae sobre la superiora general, a la que llaman madre general. En la actualidad el cargo lo ocupa la religiosa María de Jesús Pérez Enríquez. La casa general se encuentra en Ciudad de México.
Las adoratrices se dedican a la adoración perpetua del Santísimo Sacramento y a la educación y formación cristiana de la juventud. En 2015 eran unas 222 religiosas y 21 conventos, presentes en Estados Unidos y México.
También cuentan con colegios especializados para la fe católica.